# Gabinete Laval II
O Gabinete Laval II foi o ministério formado por Pierre Laval em 13 de junho de 1931 e dissolvido em 12 de janeiro de 1932. Foi o 87º gabinete da Terceira República Francesa, sendo antecedido pelo Gabinete Laval I e sucedido pelo Gabinete Laval III.

## Contexto
Reconduzido ao poder após uma reformulação ministerial, a composição do segundo governo de Pierre Laval foi praticamente a mesma do primeiro. Internamente, Laval continuou com sua política de deflação para aplacar os efeitos da crise econômica na França. O gabinete também foi marcado pela eleição de Paul Doumer como Presidente da República.
Na política externa, a Áustria, que havia sido reduzida pelo "Tratado de Versalhes" a um pequeno país de 6 milhões de habitantes, anunciou negociações com a Alemanha para estabelecer uma união aduaneira para estimular o comércio, o que não contrariava nenhuma cláusula do tratado. O governo francês, entretanto, reagiu negativamente e exigiu o pagamento imediato de cerca de 300 milhões de dólares em empréstimos de curto prazo devidos pela Alemanha e Áustria aos bancos franceses, a fim de pressionar os dois países a encerrarem seu projeto de união aduaneira. Isso causou um colapso na moeda austríaca e a falência do principal banco do país, enquanto na Alemanha ocorreu uma corrida especulativa, desencadeando os efeitos da Grande Depressão. Os bancos centrais de Reino Unido, Estados Unidos, França e Alemanha se reuniram para discutir uma injeção emergencial de crédito para tentar impedir a propagação do pânico cambial, mas era tarde demais.
Em outubro de 1931, Laval foi para os Estados Unidos e, durante uma viagem triunfante, ele se encontrou com o presidente Herbert Hoover, sendo proclamado "Pessoa do Ano" pela revista Time, o único francês, juntamente com o general Charles de Gaulle, a receber este título.
Com a morte de André Maginot, então ministro da Guerra, Laval realizou uma nova reforma em seu gabinete, o que levou a seu terceiro governo.

## Composição
- Presidente da República: Paul Doumer
- Presidente do Conselho de Ministros: Pierre Laval
- Ministro dos Estrangeiros: Aristide Briand
- Ministro da Justiça: Léon Bérard
- Ministro do Interior: Pierre Laval
- Ministro da Guerra: André Maginot
- Ministro das Finanças: Pierre-Étienne Flandin
- Ministro da Marinha Militar: Charles Dumont
- Ministro da Instrução Pública e Belas Artes: Marius Roustan
- Ministro das Obras Públicas: Maurice Deligne
- Ministro da Agricultura: André Tardieu
- Ministro do Comércio e Indústria: Louis Rollin
- Ministro do Trabalho e Segurança Social: Adolphe Landry
- Ministro das Pensões: Auguste Champetier de Ribes
- Ministro do Ar: Jacques-Louis Dumesnil
- Ministro dos Correios, Telégrafos e Telefones: Charles Guernier
- Ministro da Marinha Mercante: Louis de Chappedelaine
- Ministro da Saúde Pública: Camille Blaisot
- Ministro do Orçamento: François Piétri